# Alda Lara
Alda Ferreira Pires Barreto de Lara Albuquerque, bekannt als Alda Lara (* 9. Juni 1930 in Benguela, Angola; † 30. Januar 1962 in Cambambe, Angola), war eine Schriftstellerin und Dichterin.
Sie besuchte die Universitäten von Coimbra sowie Lissabon und schuf ein großes poetisches Werk in portugiesischer Sprache. Ihr Mann, der Schriftsteller Orlando Albuquerque, veröffentlichte ihre gesammelten Werke posthum.
Der Alda-Lara-Preis (portug.: Prémio Alda Lara) wurde ihr zu Ehren errichtet.
Paulo de Carvalho, ein berühmter portugiesischer Sänger mit einer bemerkenswerten Karriere als Künstler, vertonte „Preludio/Mãe Negra“, ein schönes Gedicht, das Alda Lara geschrieben hatte. 
Einige ihrer anderen bekannten Gedichte: Testamento, Presença Africana, Anuncio, Ronda, Poemas que Escrevia na Areia.
Alda Lara wurde in die Anthologie Daughters of Africa aufgenommen, die 1992 von Margaret Busby in London und New York herausgegeben wurde.

## Bücher (posthum)
- Poemas (1966)
- Tempo da Chuva (1973)
- Poesia (1979)
- Poemas (1984) (Gesammelte Gedichte)

| Personendaten    | Personendaten                                    |
| ---------------- | ------------------------------------------------ |
| NAME             | Lara, Alda                                       |
| ALTERNATIVNAMEN  | Lara Albuquerque, Alda Ferreira Pires Barreto de |
| KURZBESCHREIBUNG | angolanische Dichterin                           |
| GEBURTSDATUM     | 9. Juni 1930                                     |
| GEBURTSORT       | Benguela, Angola                                 |
| STERBEDATUM      | 30. Januar 1962                                  |
| STERBEORT        | Cambambe, Angola                                 |